# Mummucina romero
Mummucina romero är en spindeldjursart som beskrevs av Kraus 1966. Mummucina romero ingår i släktet Mummucina och familjen Mummuciidae. Inga underarter finns listade i Catalogue of Life.